# الطوفان (تاريخ)
يشير مصطلح الطوفان (بالبولندية: potop szwedzki)‏ (بالليتوانية: švedų tvanas)‏ إلى سلسلة من الحملات في منتصف القرن السابع عشر في الكومنولث البولندي الليتواني. ينطبق المصطلح بالمعنى الأوسع على الفترة بين انتفاضة شميلنكي عام 1648 وهدنة أندروسوفو عام 1667، مشكلًا بذلك المسارح البولندية للحرب الروسية البولندية والحرب الشمالية الثانية. بالمعنى الأضيق، يشير المصطلح إلى الغزو السويدي واحتلال الكومنولث كمسرح للحرب الشمالية الثانية (1655-1660) فقط، في بولندا وليتوانيا يسمى الطوفان السويدي (بالبولندية: potop szwedzki)‏ (بالسويدية: Svenska syndafloden)‏، أو بشكل أقل شيوعًا الطوفان الروسي السويدي (بالبولندية: Potop szwedzko-rosyjski)‏ نظرًا إلى الحرب الروسية البولندية. شاع مصطلح الطوفان (أو بوتوب بالبولندية) من قبل هنريك سينكيفيتش في روايته الطوفان (1886).
خلال الحروب فقد الكومنولث تقريبًا ثلث تعداده السكاني وكذلك أيضًا مكانته كقوة عظمى من جراء الغزوات من قبل روسيا والسويد.
بحسب البروفسور أندريه روترموند، مدير القلعة الملكية في وارسو، كان تدمير بولندا في الطوفان أكثر شمولًا من تدمير البلاد في الحرب العالمية الثانية. يدعي روترموند أن الغزاة السويديين سرقوا من الكومنولث أهم ثرواته، ولم تعاد معظم الأشياء المسروقة إلى بولندا قط. دُمرت وارسو، عاصمة الكومنولث البولندي الليتواني، بالكامل من قبل السويديين، وبقي 2000 نسمة من مجمل السكان ما قبل الحرب البالغ عددهم 20 ألف نسمة في المدينة بعد الحرب. وفقًا للتقديرات البولندية لعام 2012، تقدّر الخسائر المالية لبولندا بنحو 4 مليارات زلوتي. دمر الغزاة السويديون والروس 188 مدينة بلدة و81 قلعة و136 كنيسة في بولندا.[إخفاق التحقق]

## الخلفية التاريخية
في عام 1648، قاد بوهدان خميلنتسكي انتفاضة شعبية للقوزاق الزابورجيين والفلاحين الأوكرانيين الساخطين على حكم الأقطاب البولنديين والليتوانيين. على الرغم من أن المرحلة الأولى من التمرد انتهت (بعد دمار كبير) في معركة بيريستيتشكو (1651)، فقد سلطت الضوء على التنافس بين روسيا والكومنولث للهيمنة على أوكرانيا وعلى الأراضي السلافية الشرقية بشكل عام. وبذلك، أعلن مجلس زيمسكي الروسي في أكتوبر من عام 1653 الحرب على الكومنولث، وفي يونيو من عام 1654 غزت قوات قيصر روسيا أليكسس النصف الشرقي من الكومنولث البولندي الليتواني، مما أدى إلى اندلاع الحرب الروسية البولندية بين عامي 1654 و1667. في صيف عام 1654، تمكن الروس من الاستيلاء على أهم المدن والمعاقل في ما هو اليوم بيلاروس. سقطت سمولينسك بعد حصار في 3 أكتوبر 1654. شنت الإمبراطورية السويدية، التي كانت مسبقًا من الناحية العملية في حرب مع الكومنولث (طبقت اتفاقية وقف إطلاق النار منذ عام 1629 وامتدت منذ عام 1635 حتى عام 1661)، غزوًا في يوليو 1655 واحتلت النصف المتبقي من البلاد.

## الغزو السويدي

### الخلفية
في أعقاب حرب الثلاثين عامًا، برزت الإمبراطورية السويدية كواحدة من أقوى الأمم في القارة. كان لدى الإمبراطورية جيش كبير ولكن القليل من المال لدفع رواتب جنودها. بدا الكومنولث البولندي الليتواني، الذي أضعفته الحروب مع القوزاق وروسيا القيصرية، فريسة سهلة، وأيضًا لأن أفضل جنوده قُتلوا في معركة باتيه في عام 1652. علاوة على ذلك، تذكر السويديون المطالبات بعرشهم من قبل الملوك البولنديين سيغيسموند الثالث فاسا وأبنائه فواديسواف الرابع فاسا ويان الثاني، الذين كانوا ينتمون إلى آل فاسا. انتهى صراع أقدم، الحرب البولندية السويدية (1626-1629)، بمعاهدة ستوهمسدورف.
افتقر الملك البولندي-الليتواني يان الثاني (1648-1668) إلى الدعم بين طبقة نبلاء الكومنولث (الشلختا) نظرًا إلى تعاطفه مع النمسا الاستبدادية وازدرائه العلني للثقافة «السارماتية» للنبلاء. في وقت سابق، في عام 1643، كان يان كاسيمير قد أصبح عضوًا من اليسوعيين وحصل على لقب كاردينال. وعلى الرغم من ذلك، في ديسمبر من عام 1646، عاد إلى بولندا، وفي أكتوبر من عام 1647 قدم استقالته من منصبه ككاردينال للترشح لانتخابات العرش البولندي، بعد وفاة شقيقه فواديسواف الرابع فاسا. وأصبح ملكًا في عام 1648. وعلى الرغم من ذلك، دعم بعض النبلاء اعتلاء كارل غوستاف (ملك السويد منذ عام 1654 حتى عام 1660 وابن عم يان كاسيمير) للعرش البولندي-الليتواني. اعتبر العديد من النبلاء البولنديين يان كاسيمير ملكًا ضعيفًا أو «ملكًا يسوعيًا»، وشجع أمين الخزانة الكبرى بوغوسلاف ليسزينسكي، بروتستانتي، ونائب مستشار الملك هيرونيم رادزيجوفسكي، عدو قديم للملك البولندي كان قد نُفي إلى السويد، كارل غوستاف على المطالبة بتاج مملكة بولندا. أدخل اثنان من الأمراء الليتوانيين النبلاء، يانوش رادزيفيل وبوغوسلاف رادزيفيل، الشقاق في الكومنولث وبدآ بمفاوضات مع ملك السويد كارل العاشر كانت تهدف إلى تفكيك الكومنولث والاتحاد البولندي-الليتواني. ووقعا معاهدة كيداينياي (1655)، التي تصورت الأميرين رادزيفيل يحكمان دوقيتين تقتطعان من دوقية ليتوانيا الكبرى تحت حماية سويدية.

### 1655
في يوليو من عام 1655 دخل جيشان سويديان، يعملان من بوميرانيا السويدية ومقاطعة بوميرانيا، بولندا العظمى، إحدى أغنى مقاطعات الكومنولث وأكثرها تطورًا، والتي لم تتأثر لعدة قرون بأي نزاعات عسكرية، والتي لم تكن قواتها المسلحة معتادة على القتال. كان معسكر نبلاء بولندا العظمى، الواقع في وادي نهر نوتيك بالقرب من بلدة أوتشي، شبيهًا بحفلة كبيرة، إذ إن الشلختا، التي اجتمعت هناك لمواجهة الجيش السويدي، كانت منشغلة بالشرب. ومما زاد الطين بلة، أن اثنين من كبار الأقطاب، قائد بوزنان كريستوف أوبالينسكي وقائد كاليز أندريه كارول غرودزينسكي، تجادلا حول إذا ما كان يجب أن يقاتلوا أن أن يستسلموا. افتقرت القوات البولندية إلى البارود والمدافع وحتى إلى الطعام، التي سرقت من قبل الجنود الجياع في القرى المحلية.
بعد انتصار سويدي سهل في معركة أوتشي، سلّم كريستوف أوبالينسكي بولندا الكبرى لكارل غوستاف. في 31 يوليو 1655، استولى الجيش بقيادة أرفيد فيتنبيرغ على بوزنان، وفي 20 أغسطس بالقرب من كونين، اتحد جيشا فيتنبيرغ وكارل غوستاف وتوجها إلى وارسو. في 2 سبتمبر، هُزم البولنديون في معركة سوبوتا، وفي 4 سبتمبر استولى السويديون على لوفيز. بعد أربعة أيام، دخل الجيش السويدي العاصمة البولندية ليصبح أول جيش أجنبي في التاريخ يستولي على وارسو. ترك الملك كارل غوستاف حامية في وارسو، بقيادة بينغت غابرييلسون أوكسينستيرنا، وتوجه جنوبًا سعيًا وراء يان كاسيمير. في 16 سبتمبر، هزم السويديون القوات البولندية في معركة زارنوف وتخلت القوات البولندية عن المقاومة واستسلمت للغزاة. توجه الملك البولندي نحو كراكوف في 25 سبتمبر، ومن ثم فر إلى سيليزيا. تُركت كراكوف بين يدي ستيفان تشارنيتسكي، في 3 أكتوبر هزمت القوات السويدية البولنديين مرة أخرى في معركة فوينتش، التي فتحت الطريق إلى كراكوف. في 13 أكتوبر 1655 جرى الاستيلاء على العاصمة القديمة لبولندا بعد حصار. مع وقوع المقاطعات الثلاث البولندية الأكثر اكتظاظًا بالسكان والأفضل تطورًا بين يديه (بولندا الكبرى وبولندا الصغرى ومازوفيا)، قرر كارل غوستاف العودة شمالًا إلى بروسيا الملكية التي دافع عنها قائد مالبورك، ياكوب فيجهير. تقدم السويديون، الذين كانوا متفوقين بشكل عام في التدريب والانضباط والمعدات، بسرعة.
في هذه الأثناء، في دوقية ليتوانيا الكبرى، التي احتل جزءها الشرقي جيش سويدي آخر بقيادة ماغنوس غابرييل دي لا غاردي منذ أغسطس 1655، وقّع يانوش رادزيفيل وابن عمه بوغوسلاف رادزيفيل على اتحاد كيداينياي (20 أكتوبر 1655) الذي أنهى اتحاد ليتوانيا مع بولندا. كان قرار يانوش وبوغوسلاف رادزيفيل نتيجة للغزو الروسي عام 1654، إذ اتهم يانوش رادزيفيل البولنديين بعدم مساعدة الليتوانيين في الدفاع عن الدوقية الكبرى.